# Bunq
Bunq B.V. is een internationaal opererende Nederlandse bank en fintech-bedrijf. Het biedt aan inwoners en bedrijven van Europese landen bankrekeningen en financiële dienstverlening aan. Bunq heeft een Europese bankvergunning via De Nederlandsche Bank, maar is geen lid van de Nederlandse Vereniging van Banken.

## Geschiedenis

### Oprichting en bankvergunning
Bunq werd in 2012 in Amsterdam opgericht door Ali Niknam, die eerder succesvol was met zijn IT-bedrijf TransIP. De doelstelling van het nieuwe bedrijf - dat volgens Niknam niet als bank gezien moest worden - was gericht op het bieden van gebruiksvriendelijke bankdiensten, zonder afhankelijk te zijn van traditionele inkomstenbronnen zoals leningen of investeringen . Om het nieuwe bedrijf te financieren, investeerde Niknam tientallen miljoenen euro's eigen vermogen, een proces dat zou doorgaan tot ten minste 2020. Tegen die tijd had Niknam naar eigen zeggen meer dan €75 miljoen in Bunq gestoken, waarmee de bank kon groeien zonder externe investeerders.
Bunq kreeg in 2015 een bankvergunning van De Nederlandsche Bank, waarmee het vanaf dat moment officieel als bank mocht opereren, en rekeninghouders gedekt zouden worden door het Nederlandse depositogarantiestelsel. Het was daarmee het eerste bedrijf dat een bankvergunning wist te verkrijgen sinds de DSB tien jaar eerder. Bij het lanceren van de bunq-app eind 2015 werd bunq de eerste volledig mobiele bank in Nederland.
Niknams achtergrond als programmeur speelde een grote rol bij de ontwikkeling van bunq. De meeste werknemers hadden geen specifiek bancaire of financiële achtergrond, maar waren software-ontwikkelaars of afkomstig uit de IT-sector. Niknam verklaarde in interviews dan ook dat "bunq de enige bank is die door programmeurs is gebouwd".

### Internationale uitbreiding (2015-heden)
Hoewel bunq zich oorspronkelijk richtte op de Nederlandse markt, breidde het bedrijf zich in de jaren na de lancering uit over Europa. Het kreeg vestigingen in Amsterdam, Rotterdam, Dublin, Sofia, Madrid, Brussel, Wenen en Warschau, en bood na verloop van tijd mobiele bankdiensten aan in Nederland, België, Frankrijk, Duitsland, Ierland, Italië, Portugal en Spanje. In 2019 werden de financiële diensten van bunq beschikbaar voor inwoners van 30 Europese landen.
In 2020 begon bunq met het aanbieden van zowel meerdere munteenheden als internationale IBAN's op één abonnement, ongeacht de geografische locatie of woonplaats van de rekeninghouder.
In 2021 verkreeg het bedrijf eenhoornstatus. In januari 2022 telde bunq 247 werknemers. Bunq is Europa's op een na grootste neobank (financiële instelling die volledig beschikbaar is op een smartphone en niet rechtstreeks tot een traditionele bank behoort).
In oktober 2022 won bunq een historische rechtszaak tegen de Nederlandsche Bank. Bunq had de Nederlandsche Bank voor de rechter gedaagd over de anti-witwasrichtlijnen van de centrale bank. De rechtbank oordeelde in het voordeel van bunq; het bedrijf kon een leersysteem te gebruiken op basis van kunstmatige intelligentie, in plaats van een op regels gebaseerd systeem opgelegd door de Nederlandsche bank. De uitspraak stond ook andere banken toe om hun anti-witwasstrategieën te moderniseren.

## Product
Bunq heeft - afgezien van het hoofdkantoor - geen bankkantoren en biedt haar diensten enkel digitaal aan. De eerste financiële diensten die in 2015 gelanceerd werden, betroffen betaal- en spaarrekeningen, internationale betalingen en een platform voor gemeenschappelijke uitgaven, gericht op particulieren. In 2016 voegde het zakelijke bankrekeningen toe.
In 2020 werd bunq de eerste digitale bank die hypotheken aanbood, een opmerkelijke stap gezien de oorspronkelijke focus van de bank op risicovrije producten. Deze hypotheken werden aangeboden in samenwerking met Nationale Nederlanden en kenden strikte voorwaarden, zoals een maximale financieringsgraad van 80% van de woningwaarde.
In 2020 stopte bunq met gratis betaalrekeningen en introduceerde het in het kader van de focus op duurzaamheid de 'Greencard', een creditcard tegen CO2-reductie, waarbij de bank belooft bomen te planten voor iedere €100 die klanten uitgeven.
Andere mogelijkheden die bunq biedt, zijn onder meer een publieke API, Apple Pay, en Instant Payments binnen Europa door aansluiting bij TARGET.

## Impact
Bunq deelt geen cijfers over hoeveel mensen er een rekening hebben lopen. In diens app deelt het wel een actuele stand van het totale bedrag dat gebruikers bij de bank in bewaring hebben. In 2021 bereikte dit bedrag de 1 miljard euro. In 2024 is dit bedrag gestegen tot €4,5 miljard, zo meldt bunq.
Tot 2021 was oprichter Ali Niknam de enige investeerder van bunq, hij had meer dan 120 miljoen euro van zijn fondsen in het bedrijf geïnvesteerd.
In 2021 haalde bunq in een eerste externe investeringsronde 193 miljoen euro op. Dat was de grootste Serie A-ronde voor een Europees fintechbedrijf tot dan toe, wat de waardering van bunq op 1,6 miljard euro bracht. De investering kwam van investeringsmaatschappij Pollen Street Capital. Onderdeel van de deal was dat bunq de Ierse kredietverstrekker Capitalflow overnam, waarvoor 141 miljoen van de 193 gebruikt werden. Capitalflow was eerder eigendom van Pollen Street.
Eind 2023 was bunq voor het eerst winstgevend, had 11 miljoen rekeninghouders en was na Revolut de grootste internetbank van Europa.